# Emmanuel Ledesma
Emmanuel Ledesma (Quilmes, Argentina, 24 de mayo de 1988) es un futbolista argentino. Juega como extremo o delantero.

## Trayectoria

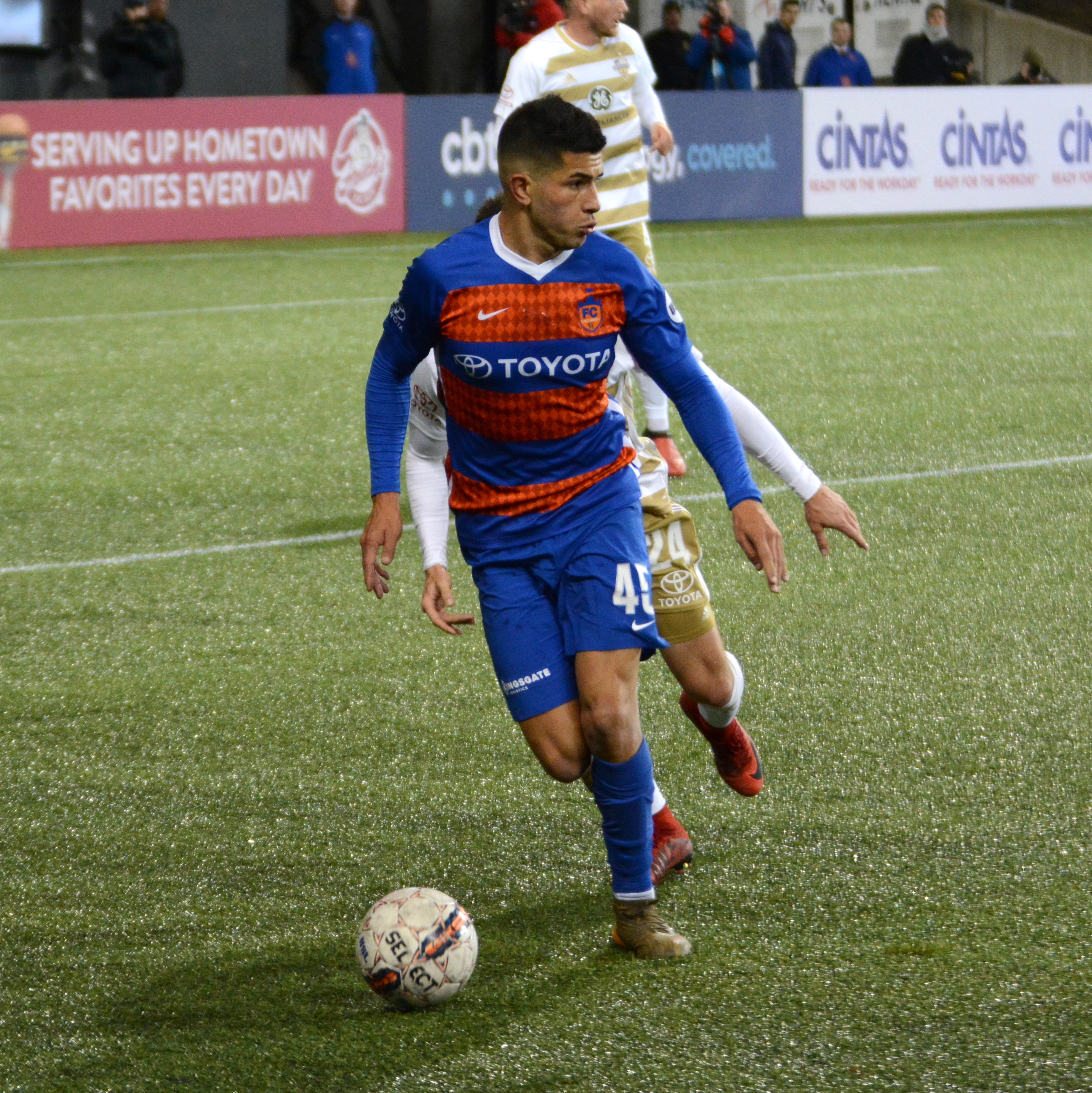
Emmanuel Ledesma

Surgido de las divisiones inferiores de Defensa y Justicia, se suma a las filas del Genoa a la edad de 18 años. En su llegada, el conjunto italiano decide cederlo al Queens Park Rangers, donde tuvo un gran comienzo convirtiendo un triplete ante Carlisle United por la Copa de la Liga de Inglaterra. En este equipo, a fuerza de grandes actuaciones se hizo tan querido entre los simpatizantes del club que hasta llegaron a sacar una camiseta de edición limitada en su honor.
Luego de regulares actuaciones en diferentes equipos de Italia, como Salernitana, Novara y Crotone, pero sin ser trascendente, se une a Walsall FC, previo a su fugaz retorno al club que lo vio nacer, Defensa y Justicia. En el año 2012, vuelve al fútbol inglés donde formó parte de diferentes equipos, como Rotherham United, Brighton, Brentford y Middlesbrough, pero fue en este último donde tuvo su mayor rendimiento jugando una cantidad de 76 partidos a lo largo de dos temporadas. Luego de su paso por Grecia en la temporada 2016-17 por el Panetolikos de la Superliga, parte hacia el fútbol de los Estados Unidos, firmando para New York Cosmos de la NASL donde se encontró en buena forma y tuvo un buen rendimiento, marcando 10 goles en 19 partidos jugados.
A partir del año 2018, el jugador fichó por el FC Cincinnati de la USL. Con un buen rendimiento, anotando 16 goles y registrando 16 asistencias es temporada, fue nombrado jugador más valioso del año 2018 por la USL. Continuó en el club en la temporada 2019, año debut del Cincinnati en la MLS.

## Estadísticas
Actualizado al último partido disputado el 4 de noviembre de 2020.
| Queens Park Rangers Inglaterra                                                                                       |               |               |     |    |    |   |   |    |     |    |
| 2.ª | 2008-09       | 17            | 1   | 6  | 3  | - | - | 23 | 1   |    |
| Salernitana 1919 · Italia                                                                                            |               |               |     |    |    |   |   |    |     |    |
| 2.ª | 2008-09       | 8             | 1   | 0  | 0  | - | - | 8  | 1   |    |
| Novara Calcio · Italia                                                                                               |               |               |     |    |    |   |   |    |     |    |
| 3.ª | 2009-10       | 8             | 1   | 3  | 1  | - | - | 11 | 2   |    |
| F.C. Crotone · Italia                                                                                                |               |               |     |    |    |   |   |    |     |    |
| 2.ª | 2010-11       | 10            | 0   | 2  | 1  | - | - | 12 | 1   |    |
| Walsall F.C. Inglaterra                                                                                              |               |               |     |    |    |   |   |    |     |    |
| 3.ª | 2010-11       | 10            | 1   | 0  | 0  | - | - | 10 | 1   |    |
| Defensa y Justicia Argentina                                                                                         |               |               |     |    |    |   |   |    |     |    |
| 2.ª | 2011-12       | 3             | 0   | -  | -  | - | - | 3  | 0   |    |
| Walsall F.C. Inglaterra                                                                                              |               |               |     |    |    |   |   |    |     |    |
| 3.ª | 2011-12       | 10            | 4   | 0  | 0  | - | - | 10 | 4   |    |
| Total club | Total club    | 20            | 5   | 0  | 0  | 0 | 0 | 20 | 5   |    |
| Middlesbrough Inglaterra                                                                                             |               |               |     |    |    |   |   |    |     |    |
| 2.ª | 2012-13       | 28            | 2   | 5  | 1  | - | - | 33 | 3   |    |
| 2.ª | 2013-14       | 27            | 6   | 2  | 0  | - | - | 29 | 6   |    |
| 2.ª | 2014-15       | 1             | 0   | 1  | 0  | - | - | 2  | 0   |    |
| Total club | Total club    | 56            | 8   | 8  | 1  | 0 | 0 | 64 | 9   |    |
| Rotherham United Inglaterra                                                                                          |               |               |     |    |    |   |   |    |     |    |
| 2.ª | 2014-15       | 7             | 1   | -  | -  | - | - | 7  | 1   |    |
| Brighton & Hove Albion F.C. Inglaterra                                                                               |               |               |     |    |    |   |   |    |     |    |
| 2.ª | 2014-15       | 4             | 0   | -  | -  | - | - | 4  | 0   |    |
| Rotherham United Inglaterra                                                                                          |               |               |     |    |    |   |   |    |     |    |
| 2.ª | 2015-16       | 5             | 0   | 3  | 0  | - | - | 8  | 0   |    |
| Total club | Total club    | 12            | 1   | 3  | 0  | 0 | 0 | 15 | 1   |    |
| Brentford Inglaterra                                                                                                 |               |               |     |    |    |   |   |    |     |    |
| 2.ª | 2016-17       | 1             | 0   | 1  | -  | - | - | 2  | 0   |    |
| Panetolikos · Grecia                                                                                                 |               |               |     |    |    |   |   |    |     |    |
| 1.ª | 2016-17       | 9             | 0   | 2  | 0  | - | - | 11 | 0   |    |
| New York Cosmos Estados Unidos                                                                                       |               |               |     |    |    |   |   |    |     |    |
| 3.ª | 2017          | 21            | 10  | -  | -  | - | - | 21 | 10  |    |
| FC Cincinnati Estados Unidos                                                                                         |               |               |     |    |    |   |   |    |     |    |
| 2.ª | 2018          | 33            | 16  | -  | -  | - | - | 33 | 16  |    |
| 1.ª | 2019          | 26            | 6   | 2  | 0  | - | - | 28 | 6   |    |
| Total club | Total club    | 59            | 22  | 2  | 0  | 0 | 0 | 61 | 22  |    |
| SJK · Finlandia |               |               |     |    |    |   |   |    |     |    |
| 1.ª | 2020          | 11            | 5   | -  | -  | - | - | 11 | 5   |    |
| Total carrera | Total carrera | Total carrera | 239 | 54 | 27 | 6 | 0 | 0  | 266 | 60 |
| (1) Incluye datos de la Copa Italia, la FA Cup, la Copa de la Liga de Inglaterra, la Copa de Grecia y la US Open Cup |               |               |     |    |    |   |   |    |     |    |